# Sichtungsgarten Weihenstephan

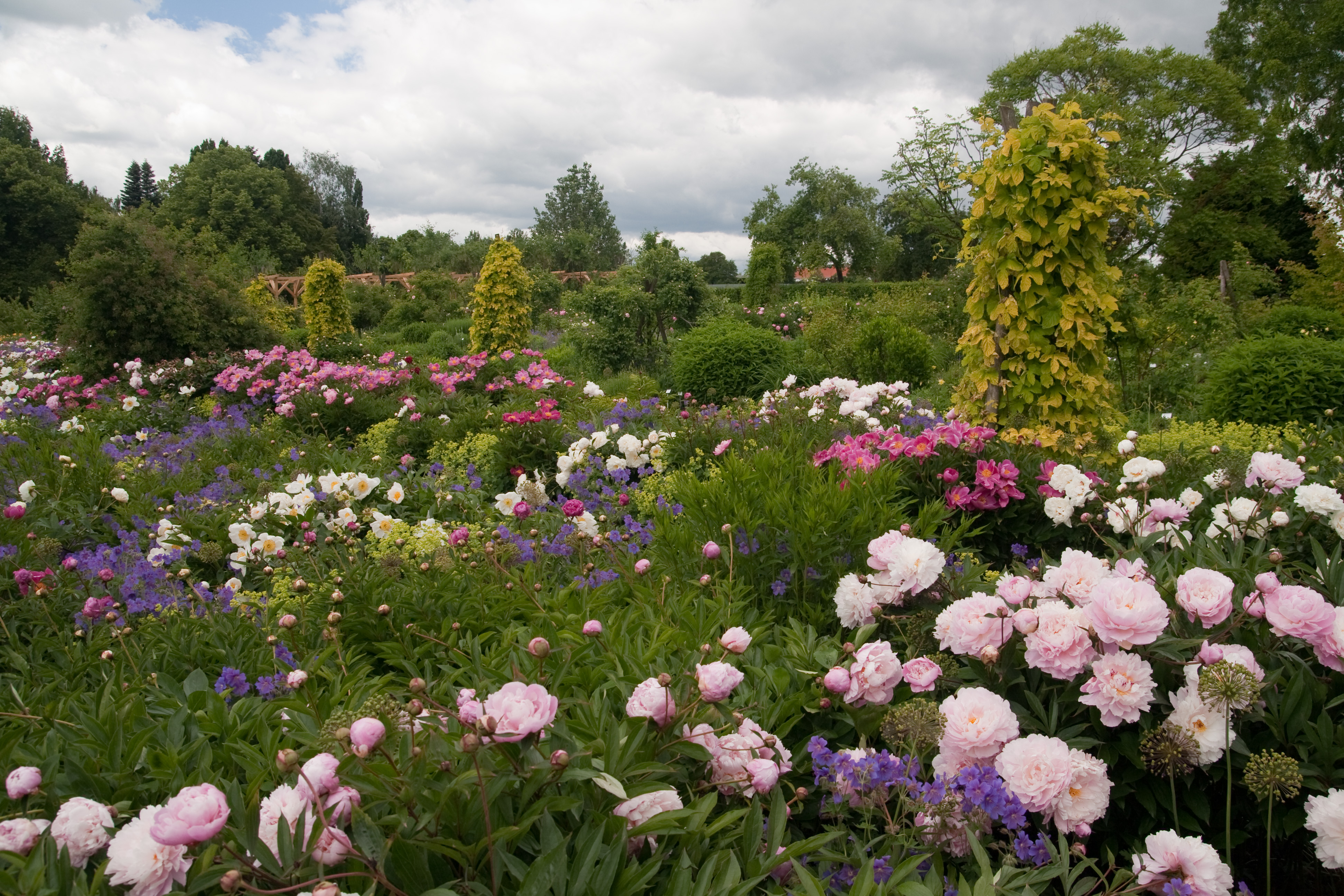
Sichtungsgarten Weihenstephan

De Sichtungsgarten Weihenstephan is een proeftuin voor siergewassen in het stadsdeel Weihenstephan van de Duitse stad Freising. Ze is één van meerdere tuinen van de Hochschule Weihenstephan-Triesdorf en is voor het publiek vrij toegankelijk.

## Beschrijving
De proeftuin, die in 1947 door Richard Hansen werd gesticht, beslaat een oppervlakte van ruim 5 hectare. In de proeftuin worden uitgebreide sortimenten vaste planten, houtige gewassen en nieuwe rozencultivars getest en visueel beoordeeld (Duits: gesichtet) op hun gebruikswaarde in tuinen, parken en openbare groenstroken. Naast bloeirijkheid, stabiliteit en andere visuele kenmerken speelt ook de resistentie van de afzonderlijke rassen tegen ziekten en plagen een belangrijke rol. Voorts wordt getoond hoe vaste planten in esthetisch aantrekkelijke combinaties kunnen worden gebruikt.
In het midden van de tuin worden voornamelijk sierborders en assortimenten van perkplanten tentoongesteld. De zuidhelling wordt begrensd door steppe-heideachtige beplantingen, rotstuin-arrangementen, een vijver en een arrangement van moeras- en waterplanten. De randzones zijn begroeid met houtige gewassen met een soortenrijke kruidachtige ondergroei. 

## Afbeeldingen

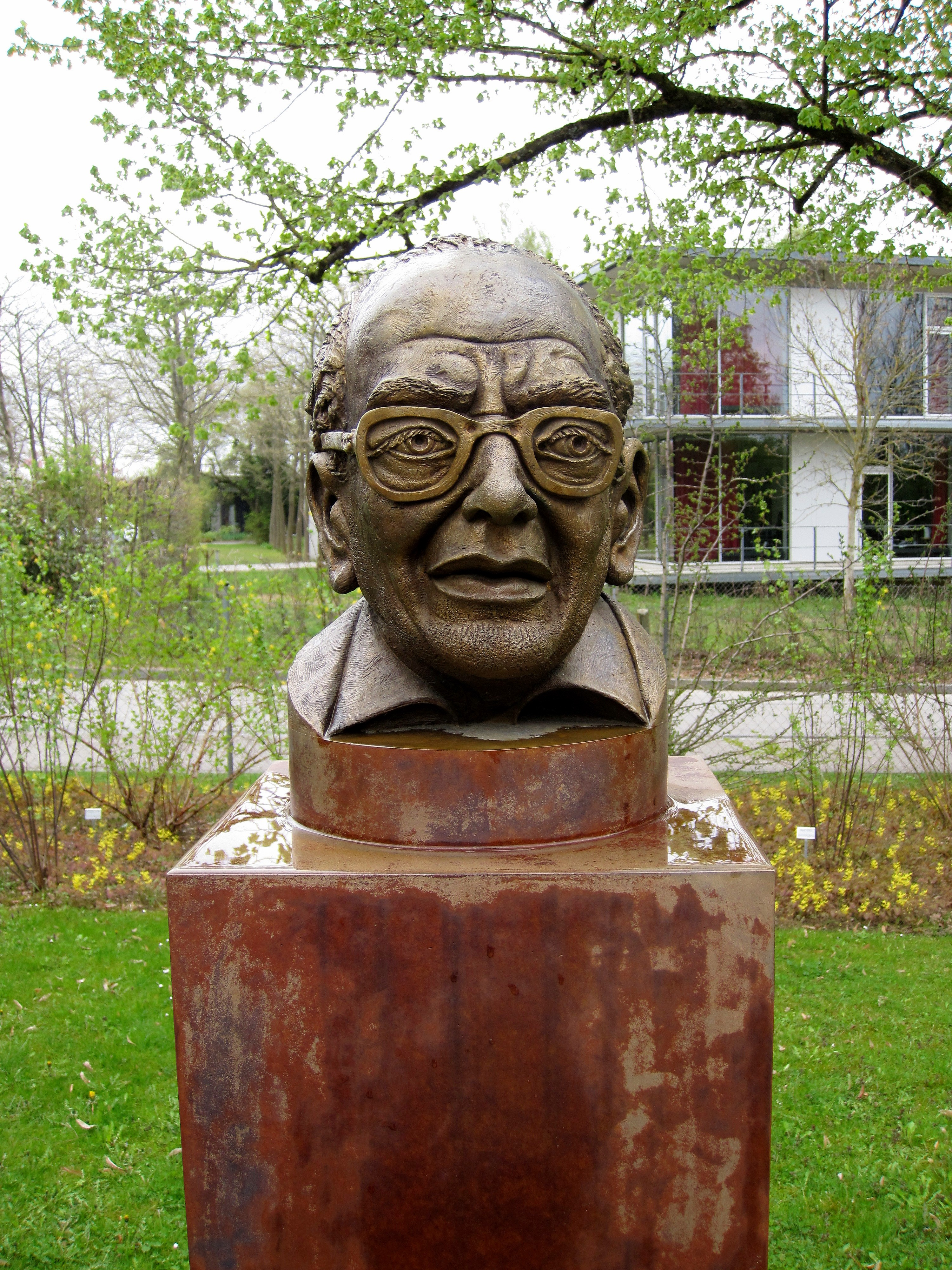
Richard Hansen, de stichter van de tuin
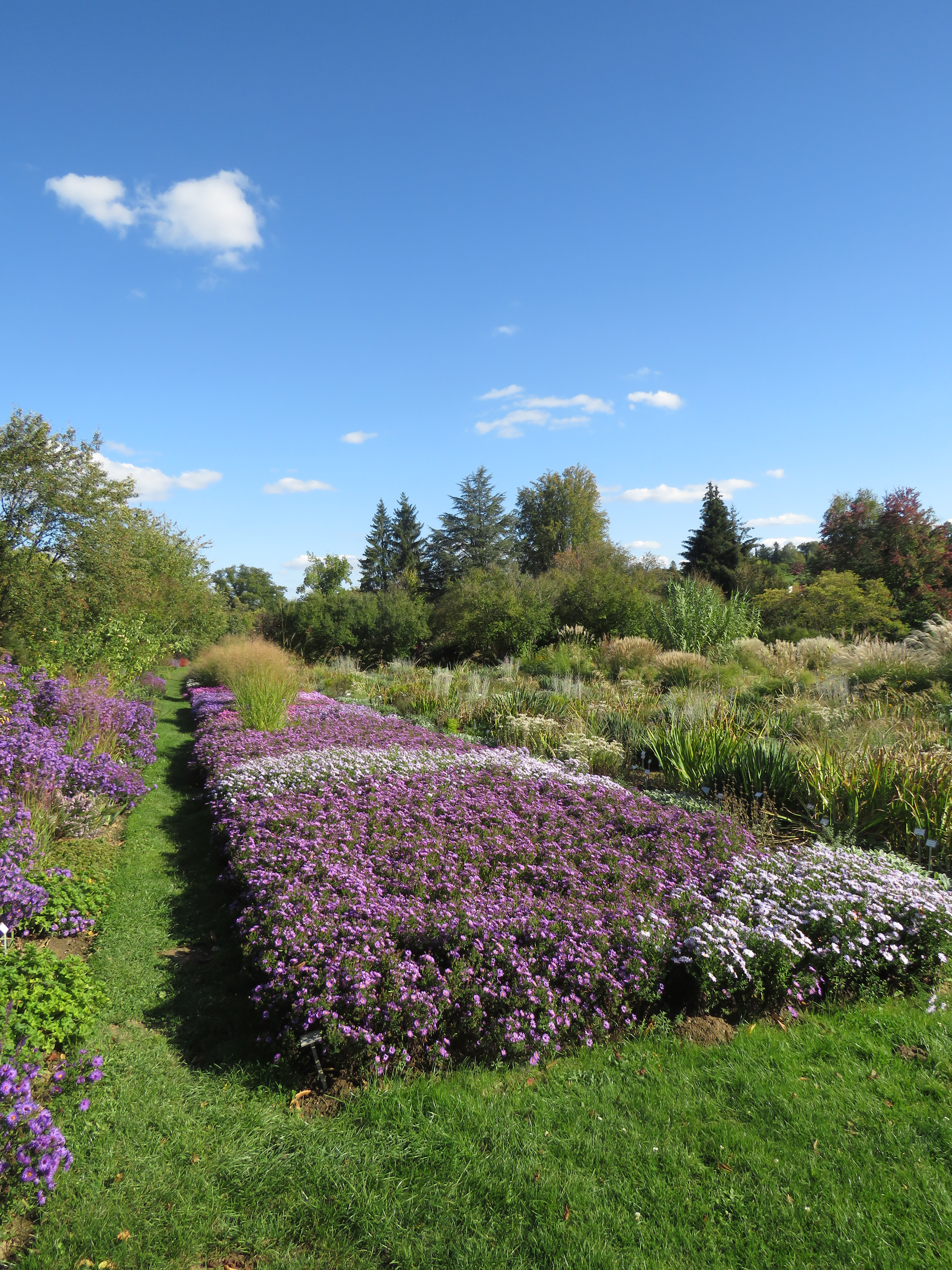
Bloemenbed met asters
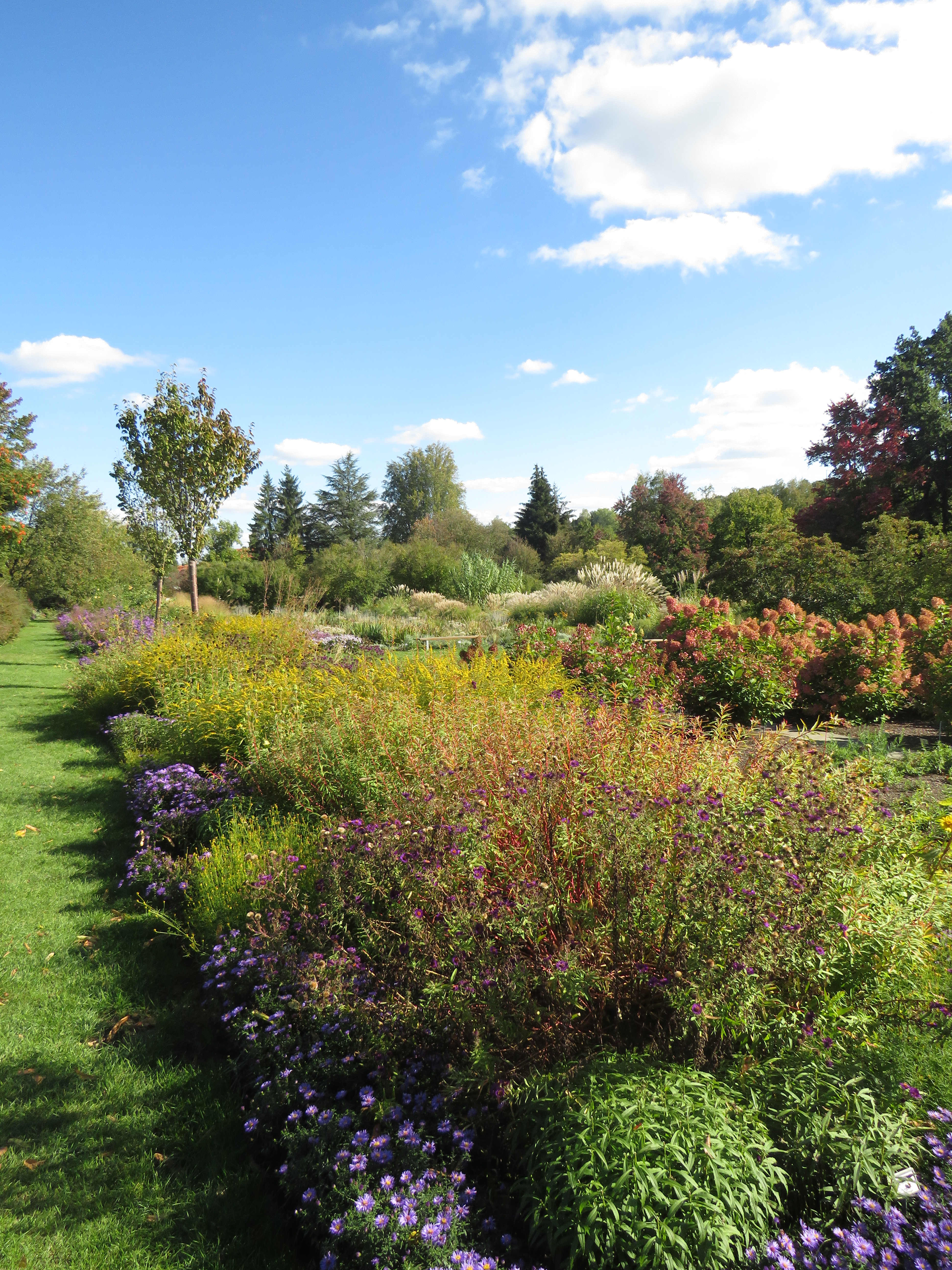
Bed met verschillende herfstbloeiers
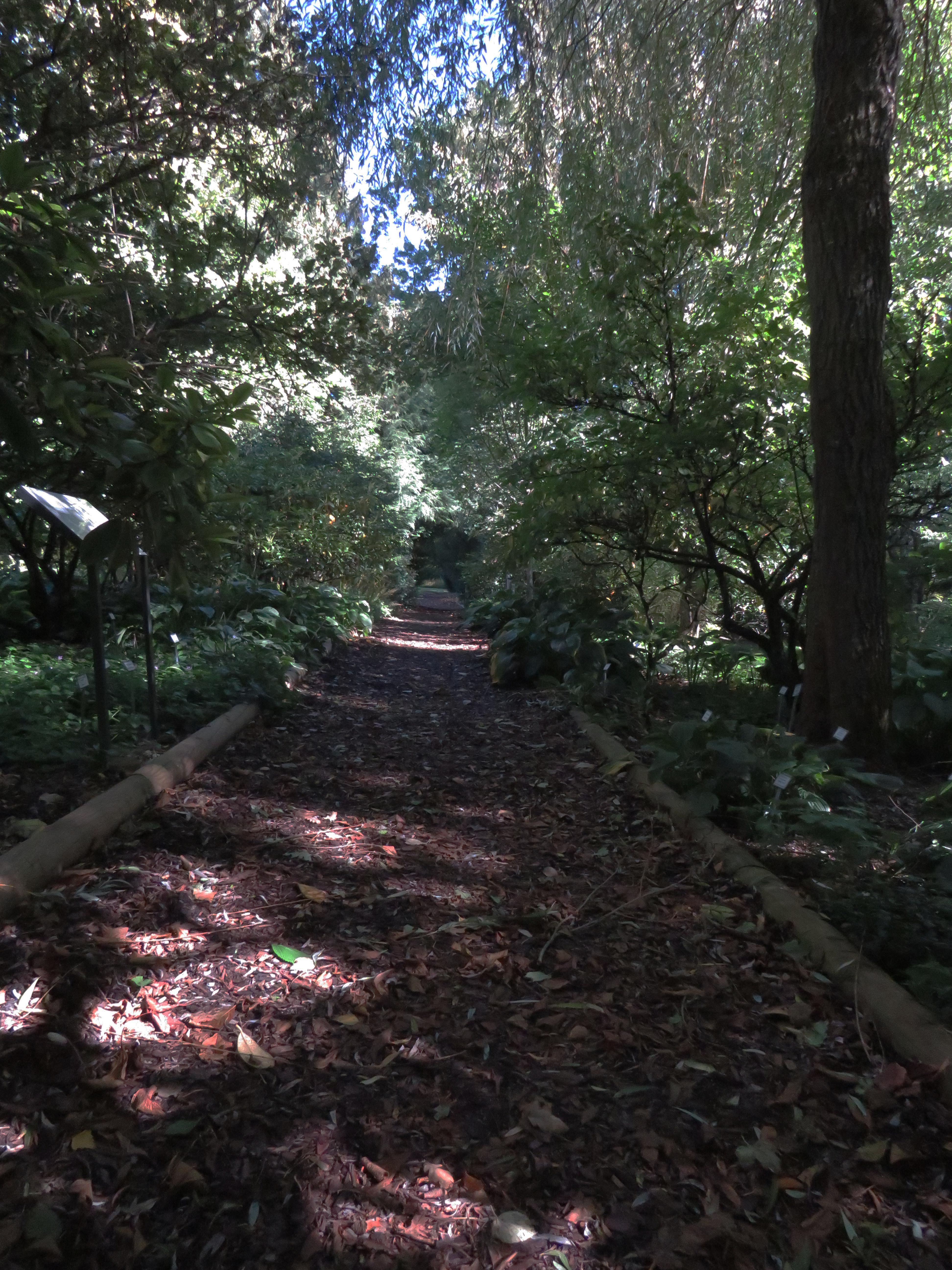
Schaduwplanten